# Arrondissement de Samter

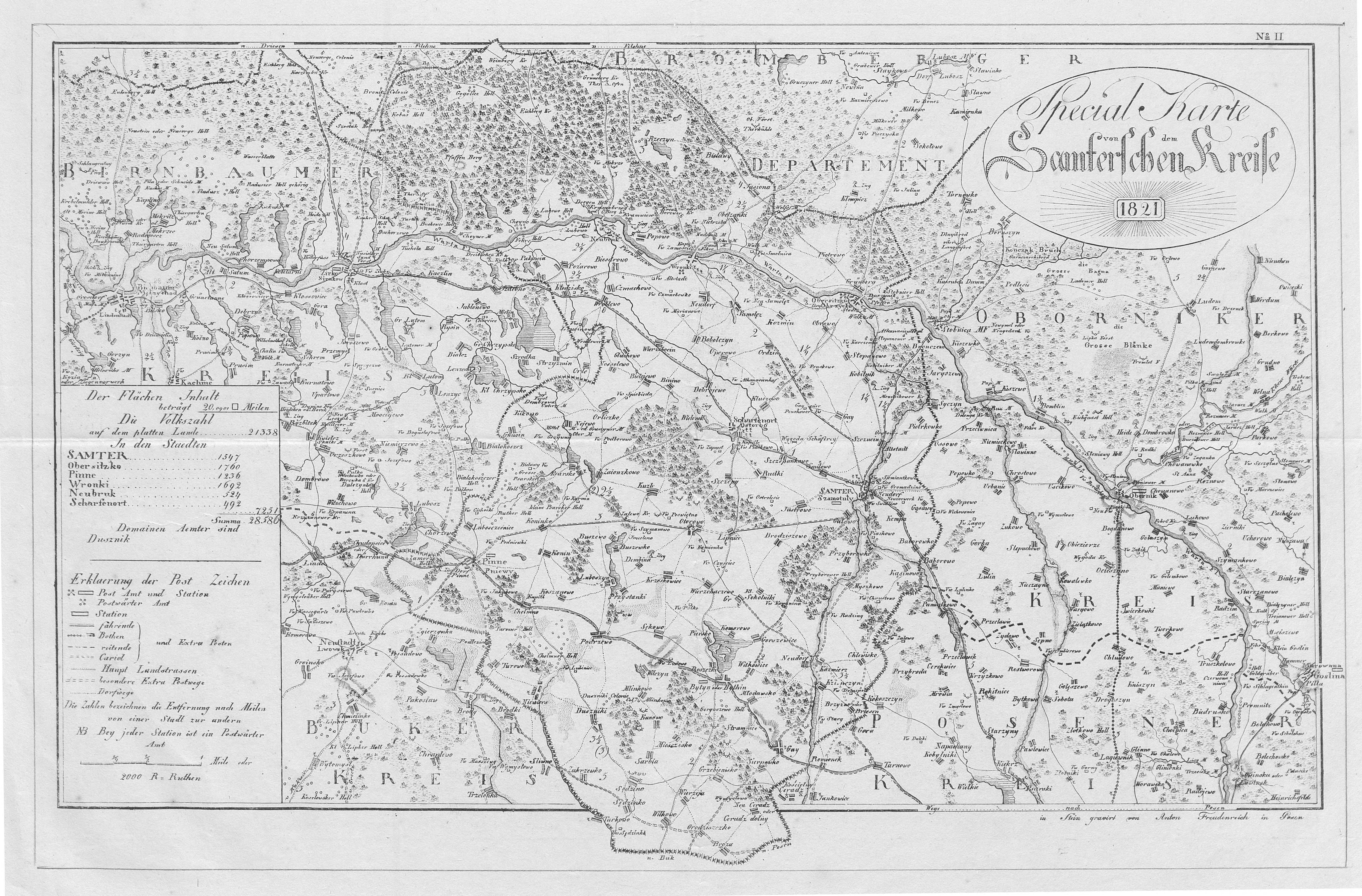
L'arrondissement de Samter dans les limites de 1818 à 1919

L'arrondissement de Samter, à la limite nord de la province prussienne de Posnanie, existe de 1818 à 1918. L'ancien territoire de l'arrondissement appartient désormais à la voïvodie polonaise de la Grande-Pologne et correspond à peu près au powiat de Szamotuły.

## Taille
L'arrondissement de Samter a une superficie de 1093 kilomètres carrés.

## Histoire
Après le second partage de la Pologne de 1793 à 1807, le territoire autour de la ville polonaise occidentale de Samter appartient à l'arrondissement d'Obornik (de) dans la province prussienne de Prusse-Méridionale. Après la paix de Tilsit, la région est rattachée au duché de Varsovie en 1807. Après le Congrès de Vienne du 15 mai 1815, la région tombe de nouveau aux mains du royaume de Prusse et devient une partie du district de Posen dans le grand-duché de Posen.
Dans le cadre des réformes administratives prussiennes, l'arrondissement de Samter est formé le 1er janvier 1818 à partir de la partie ouest de l'ancien arrondissement d'Obornik. La ville de Samter devient la ville de l'arrondissement et le siège du bureau de l'arrondissement.
Le 27 décembre 1918, le soulèvement de la majorité polonaise contre la domination allemande commence dans la province de Posnanie et le même jour, le chef-lieu de l'arrondissement de Samter est sous contrôle polonais. Le 16 février 1919, un armistice met fin aux combats germano-polonais et le 28 juin 1919, le gouvernement allemand cède officiellement l'arrondissement de Samter à la Pologne nouvellement fondée avec la signature du traité de Versailles.

## Évolution de la démographie
| Année | Habitants | Source |
| ----- | --------- | ------ |
| 1818  | 25 321    | [ 5 ]  |
| 1846  | 43 067    | [ 6 ]  |
| 1871  | 50 436    | [ 7 ]  |
| 1890  | 54 498    |        |
| 1900  | 60 412    | [ 8 ]  |
| 1910  | 66 856    | [ 8 ]  |

Parmi les habitants en 1890, 72 % sont polonais, 24 % allemands et 4 % juifs. Une partie des habitants allemands quitte la région après 1918.

## Politique

### Administrateurs de l'arrondissement
- 1820–000000Zaydler
- 1836–183800Ernst von Motz (de)[10]
- 1838–185200Gustav von Haza-Radlitz[11]
- 1853–186000Albert von Puttkamer[12]
- 1862–187000Christian Julius von Massenbach
- 1873–187800Arthur von Knobloch
- 1879–188700Sigismund von Dziembowski (de)
- 1887–189900Günther von Blanckenburg (de)
- 1900–190400Paul Ramm (de)
- 1904–190900Matthias von Oppen
- 1909–191800Wilhelm von Born-Fallois (de)

### Élections
L'arrondissement de Samter, avec les arrondissements de Birnbaum, Obornik (de) et Schwerin-sur-la-Warthe, appartient à la 2e circonscription du district de Posen au Reichstag. La circonscription est remportée aux élections du Reichstag entre 1871 et 1912 par les candidats suivants :
- 1871 00 Ludwig von Rönne (de), parti national-libéral
- 1874 00 Ludwig Zietkiewicz (de), parti polonais
- 1877 00 Stephan von Kwilecki (de), parti polonais
- 1878 00 Stephan von Kwilecki, parti polonais
- 1881 00 Stephan von Kwilecki, parti polonais
- 1884 00 Stephan von Kwilecki, parti polonais
- 1887 00 Hektor von Kwilecki (de), parti polonais
- 1890 00 Hektor von Kwilecki, parti polonais
- 1893 00 Hektor von Kwilecki, parti polonais
- 1898 00 Hektor von Kwilecki, parti polonais
- 1903 00 Mathias von Brudzewo-Mielzynski (de), parti polonais
- 1907 00 Mathias von Brudzewo-Mielzynski, parti polonais (52,3 % des votes)[13]
- 1912 00 Mathias von Brudzewo-Mielzynski, parti polonais (52,7 % des votes)[13]

## Structure communale
Les cinq villes de l'arrondissement sont Obersitzko, Pinne, Samter, Scharfenort et Wronke. Les 96 communes et 67 districts de domaine (en 1908) sont regroupés en districts de police.

## Communes

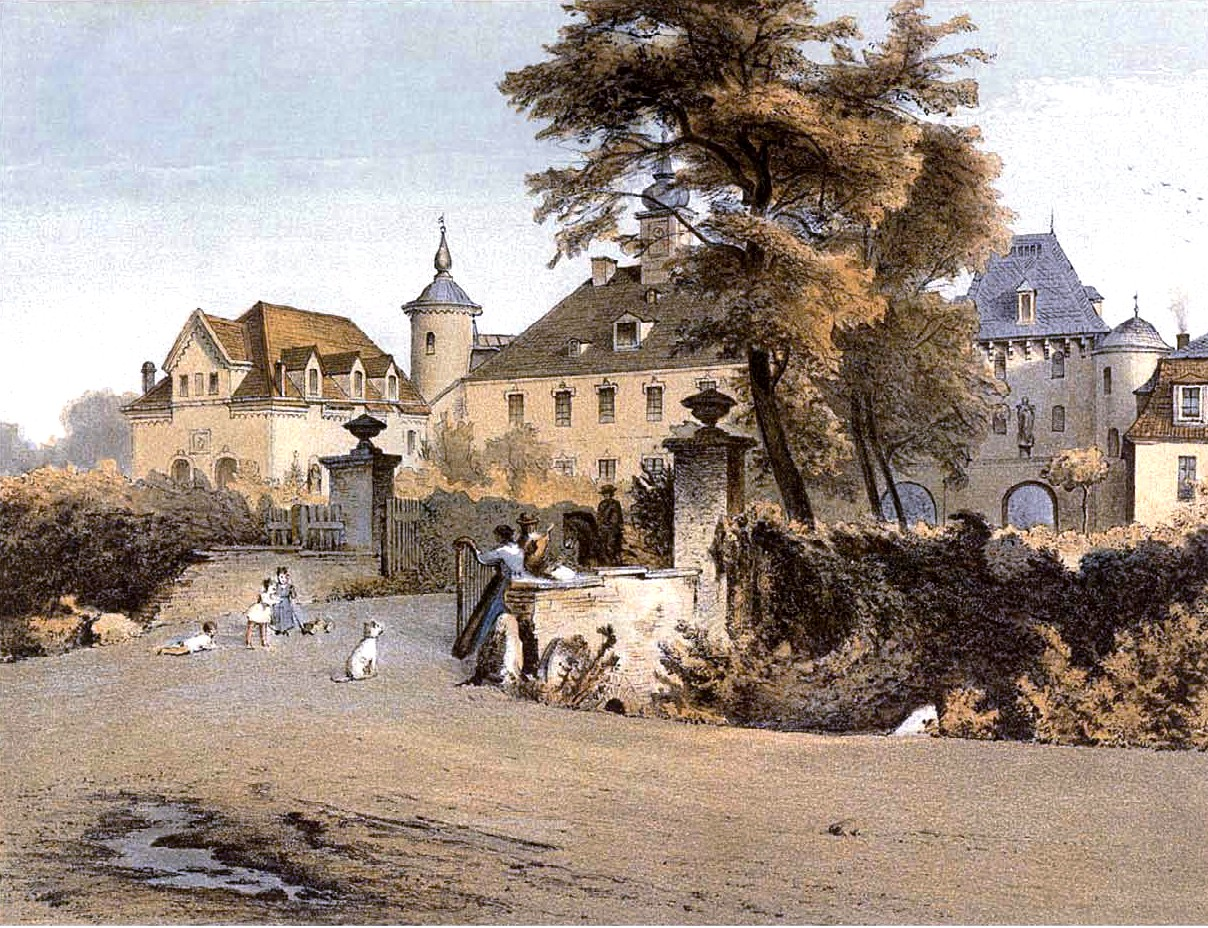
Château de Gay, Collection Alexander Duncker

Au début du XXe siècle, les communes suivantes font partie de l'arrrondisement : 
- Bielawy bei Wronke
- Biezdrowo
- Binino
- Brzoza
- Buschewo
- Ceradz Dolny
- Chelmno Dorf
- Chelmno Hauland
- Chojno
- Chrusty
- Cmachowo
- Czysciec
- Dobrogostowo
- Duschnik
- Falkenried
- Freithal
- Galowo
- Gluchowo
- Gnuschin
- Gonsawy
- Gorgoschewo
- Grodziszczko
- Groß Gay
- Groß Psarskie Hauland
- Grünberg
- Jasionna
- Jastrowo
- Kammthal
- Karolin
- Kazmierz
- Kiontschin
- Klein Gay
- Klein Psarskie Hauland
- Klodzisko
- Klutschewo
- Kobusch
- Konin
- Koninko
- Konsinowo
- Koschanowo
- Kozmin
- Krzeszkowice
- Kunowo
- Kuzle
- Lipnica
- Lubosin
- Luboszesnica
- Lubowo
- Mieschisk
- Mlynkowo
- Neubrück
- Neudorf bei Wronke
- Neuthal
- Niewierz
- Nossalewo
- Obelzanki
- Obersitzko, ville
- Oporowo
- Orliczko
- Ostrolesie
- Ottorowo
- Pakawie
- Peterawe
- Peterkowko
- Piersko
- Pierwoschewo
- Pinne, ville
- Pinne, village
- Podpniewki
- Podrzewie
- Popowo
- Radlau
- Retschin
- Roschki
- Rudki
- Rudki Hauland
- Samolentsch
- Samter, ville
- Sandhofen
- Sarbia
- Scharfenort, ville
- Sendzin
- Sendzinko
- Senkowo
- Slopanowo
- Smilowo
- Szcepankowo
- Turowo Dorf
- Turowo Hauland
- Twardowo
- Wielonek
- Wierzchaczewo
- Wierzchocin
- Wierzeja
- Wilczyn
- Wilkowo
- Witkowice
- Wroblewo
- Wronke, ville
- Zajontschkowo
- Zakrzewko
- Zamorze
- Zapust

À quelques exceptions près, les noms de lieux polonais continuent à s'appliquer après 1815, et au début du XXe siècle, plusieurs noms de lieux sont germanisés.

## Personnalités liées à l'arrondissement
- Theophil Magdzinski (1818-1889), homme politique né à Samter.
- Christian Julius von Massenbach (1832-1904), homme politique né à Pinne.
- Xaver Scharwenka (1850-1924), compositeur né à Samter.
- Hans Ferdinand Emil Julius Stichel (1862-1936), entomologioste né à Wronke.
- O. E. Hasse (1903-1978), acteur né à Obersitzko.